# Bassania goleta
Bassania goleta är en fjärilsart som beskrevs av Paul Dognin 1893. Bassania goleta ingår i släktet Bassania och familjen mätare. Inga underarter finns listade i Catalogue of Life.